# Rio Juiná
Rio Juiná är ett vattendrag i Brasilien.   Det ligger i delstaten Mato Grosso, i den centrala delen av landet, 1 200 km väster om huvudstaden Brasília.
I omgivningarna runt Rio Juiná växer i huvudsak städsegrön lövskog. Trakten runt Rio Juiná är nära nog obefolkad, med mindre än två invånare per kvadratkilometer.